# Anna Agriconia Åkerhielm
Anna Agriconia Åkerhielm (rojena Anna Agriconia), švedska pisateljica in popotnica, prva ženska na Švedskem, ki so ji zaradi njenih zaslug podelili plemiški naziv, * 18. marec 1642, Nyköping, † 11. februar 1698, Stade

## Življenje in delo
Rodila se je v Nyköpingu duhovniku Mangnusu Jonau Agriconiusu in ženi Sofii Kempe, ki je bila pred tem poročena z drugim duhovnikom in je v svoj drugi zakon pripeljala tri otroke. Sofia in Magnus sta imela skupaj vsaj še štiri, morda pet otrok. Znanje in izobrazba sta bila v družini zelo cenjena. Anna Agriconia Åkerhielm je že zelo zgodaj osirotela, zato so zanjo skrbeli bratje in sestre. Preko brata Samuela, ki je bil takrat tajnik švedskega veleposlaništva v Londonu in Parizu, naj bi pri petindvajsetih letih postala dvorna dama princese Marie Eufrosyne, tete švedskega kralja Karla XI. Tam so jo cenili zaradi bistrosti in zanimanja za znanost. 

#### Ena prvih švedskih vojnih dopisnikov / dopisnic
Postala je osebna spremljevalka princesine hčerke Charlotte De la Gardie in njena intimna prijateljica. Charlotta se je leta 1682 poročila z vojaškim častnikom Ottom Wilhelmom Königsmarckom in ga z Anno spremljala na njegovih vojaških službah po Evropi. Leta 1686 je Otto postal vrhovni poveljnik vojske Beneške republike in v Morejski vojni vodil križarske pohode proti Turkom oz. Otomanskemu cesarstvu. Vojna jih je popeljala od Benetk do Aten, medtem pa je Anna Agriconia Åkerhielm pisala dnevnik in pisma, večinoma naslovljena na brata Samuela, v katerih opisuje beneške vojne, vojaške strategije in razmere na ladjah, ki so pogosto služile kot njihov dom. Brat Samuel je njene izvlečke iz zapisov in pisem objavil v časopisu kot poročila z vojnega območja, tako je Anna postala ena prvih švedskih vojnih dopisnikov oz. dopisnic. 
Sodobne študije poročajo, da so med bivanjem v ruševinah Akropole v Atenah z učenimi Grki razpravljali o znanosti in filozofiji. Ko so leta 1687 Partenon zadeli topovi, je Anna v ruševinah našla arabski rokopis, ki ga je ob vrnitvi na Švedsko podarila univerzi v Uppsali. V dnevniku iz časa od 1686 do 1691 je opisala bivanje in dogajanje na bojiščih, vojaške strategije, razprave z grškimi filozofi, zato velja delo za najzanimivejši švedski dnevnik sedemnajstega stoletja, ki ga je napisala ženska.
Po smrti Königsmarcka leta 1688 je živela s Charlotto De la Gardie na družinskem gradu v Stadu (Stade) v Nemčiji. Leta 1691 ji je plemiški naziv podelil kralj Karel XI, in sicer plemiški naziv Åkerhielm, ki je bil sicer od njenega brata Samuela. Medtem ko so tudi že pred tem ženski podelili plemiški naziv, je bila ona verjetno prva, ki ga je prejela zaradi svojih dejanj in zaslug in ne le zaradi moškega sorodnika s plemiškim nazivom. Umrla je v Stadu predvidoma 11. 2. 1698, leto po smrti grofice Charlotte.